# Сейшельское море
Сейше́льское море — океаническое межостровное море. Относится к Мадагаскарскому океаническому бассейну. Располагается на западе Индийского океана между экватором и южным тропиком. Ограничено островами: Мадагаскар — на западе и юго-западе, Фаркуар и Амирантскими — на северо-западе, Сейшельскими — на севере, Альбатрос — на востоке, Маврикий и Реюньон — на юго-востоке. Наибольшая глубина — 5322 м.
Существование Сейшельского моря не является общепризнанным, Международная гидрографическая организация никак не выделяет и не именует соответствующую часть Индийского океана.